# Pablo Cottenot
| Planetoida     | Data odkrycia |
| -------------- | ------------- |
| (181) Eucharis | 2 lutego 1878 |

Pablo Cottenot – XIX-wieczny astronom francuski.
Pracował w obserwatorium w Marsylii, w 1878 roku odkrył planetoidę (181) Eucharis.